# Vargspindlar
Vargspindlar, även kallade jaktspindlar (Lycosidae), är en familj bland spindlarna, som typiskt inte fångar sina byten med hjälp av spindelnät. De har god syn för att vara spindlar och är aktiva jägare. Vissa vargspindlar kallas på italienska tarantola, tarantel, men bör inte misstas för arter från släktet fågelspindlar.

## Kännetecken
Storleken på vargspindlar varierar kraftigt mellan arter, där den minsta arten uppmäter ett benspann på ca. 5 mm och den största ca. 10 cm. Eftersom de är aktiva jägare skiftat de ofta i nyanser av brun, grå och svart för att effektivt kamouflera sig och smyga upp på byten, men även gröna och gula arter förekommer. 
Som de flesta andra spindlar är honan större än hanen.  

## Utbredning
Familjen har en global utbredning. De tillhör en av de större familjerna med ca. 2500 arter, varav 58 finns i Sverige. De förekommer i en mängd olika habitat, från buskmarker och gräsmarker till skogsmarker. De flesta arter är marklevande eller förekommer i örtskiktet.

## Levnadssätt
Honorna uppvisar en stor omsorg för sin avkomma. Hanen lämnar honan efter parningen. Honan bär äggen i äggsäck tills de kläcks. Efter att äggen har kläckts bär hon ungarna på sin rygg i några dagar. Man har även sett honor som matar ungarna med byten hon fångat åt dem.
Jämfört med många andra spindlar har vargspindlarna väldigt bra syn och de jagar främst på dagen. De är enstöringar, som lever ensamma hela sitt liv förutom när det är parningstid. När de inte är ute och jagar ligger de vanligen inkrupna i någon hålighet. 
Till skillnad från många andra spindlar, till exempel svarta änkan och korsspindel, som bygger nät och låter bytet själv komma till dem, jagar vargspindlarna sitt byte. De har vanligen långa ben och är väldigt snabba.

## Bett
Inga bett från en vargspindel med dödlig utgång har rapporterats. Den har inget starkt gift, men ett bett kan leda till inflammationer. Vargspindelns gift är av typen neurotoxin. Bett av tarantel, som är vissa sydeuropeiska vargspindlar, exempelvis Hogna tarantula, även kallad Lycosa tarantula, ansågs orsaka tarantism.
Det finns några större vargspindlar som har ett bett kraftigt nog att kunna övermanna små ryggradsdjur, bland annat i Australien där ett par arter av vargspindlar (Allocosa obscuroides och Venatrix lapidosa) hör till de få predatorer som tar den giftiga agapaddan men också i Sydamerika finns åtminstone en art (Lycosa erythrognatha) som tar paddor.

## Släkten
Följande 109 släkten tillhör vargspindlarna:
| - Acantholycosa - Adelocosa - Agalenocosa - Aglaoctenus - Algidus - Allocosa - Allotrochosina - Alopecosa - Alopecosella - Amblyothele - Anomalomma - Anomalosa - Anoteropsis - Arctosa - Arctosippa - Arctosomma - Artoria - Artoriellula - Artoriopsis - Aulonia - Auloniella - Brevilabus - Bristowiella - Camptocosa - Caporiaccosa - Crocodilosa - Cynosa - Dejerosa | - Diahogna - Diapontia - Dingosa - Dolocosa - Donacosa - Dorjulopirata - Edenticosa - Evippa - Evippomma - Foveosa - Geolycosa - Gladicosa - Gnatholycosa - Hesperocosa - Hippasa - Hippasella - Hogna - Hognoides - Hyaenosa - Hygrolycosa - Knoelle - Loculla - Lycosa - Lycosella - Lysania - Mainosa - Malimbosa | - Margonia - Megarctosa - Melloicosa - Melocosa - Minicosa - Molitorosa - Mongolicosa - Mustelicosa - Notocosa - Oculicosa - Ocyale - Orinocosa - Orthocosa - Paratrochosina - Pardosa - Pardosella - Passiena - Pavocosa - Phonophilus - Pirata - Piratosa - Proevippa - Prolycosides - Pseudevippa - Pterartoria - Pterartoriola - Pyrenecosa | - Rabidosa - Satta - Schizocosa - Shapna - Sibirocosa - Sosippus - Syroloma - Tasmanicosa - Tetralycosa - Trabea - Trabeops - Trebacosa - Tricassa - Trochosa - Trochosippa - Trochosula - Tuberculosa - Varacosa - Venator - Venatrix - Venonia - Vesubia - Wadicosa - Xerolycosa - Zantheres - Zenonina - Zoica |